# Monte Pepino
Monte Pepino är ett berg i Antarktis. Det ligger i Västantarktis. Argentina, Chile och Storbritannien gör anspråk på området.
Terrängen runt Monte Pepino är huvudsakligen kuperad, men västerut är den platt. Havet är nära Monte Pepino västerut. Trakten är obefolkad. Det finns inga samhällen i närheten.